# Yle TV1
Yle TV1 es el primer canal de televisión público de Finlandia, perteneciente a Yleisradio. Se trata de un canal generalista dirigido a todos los públicos, con una programación dedicada a la información, entretenimiento, acontecimientos especiales y servicio público.

## Historia
El canal comenzó sus emisiones en pruebas el 13 de agosto de 1957, aunque sus emisiones oficiales comenzaron el 1 de enero de 1958 bajo el nombre de Suomen Televisio, denominación del canal entre 1958 y 1965. 
Cuando Yle compró Tesvisio y Tamvisio, Suomen Televisio cambió su nombre a TV-ohjelma 1, mientras que Tesvisio-Tamvisio pasó a llamarse TV-ohjelma 2 (actual Yle TV2). 
En la década de 1970, el canal empezó a emitir en color, y cambió su nombre a TV1, volviendo a cambiar el nombre en 2001 por YLE TV1. En 2012, el canal adoptó su denominación actual. 
Comenzó a emitir en HD el 28 de enero de 2014.
El canal sólo emite contenidos en alta definición desde el 1 de abril de 2025, tras la transición HD (transmisión DVB-T2).

## Programación
- Yle Uutiset[3]
- Urheiluruutu
- Uutisikkuna
- Uuden Musiikin Kilpailu
- Arto Nyberg
- Sorjonen
- Puoli Seitsemän
- Uutisvuoto
- Ylen aamu
- A Studio
- Strömsö
- Ođđasat